# Dorstenia grazielae
Dorstenia grazielae är en mullbärsväxtart som beskrevs av Carauta, Valente och Sucre. Dorstenia grazielae ingår i släktet Dorstenia och familjen mullbärsväxter. Inga underarter finns listade i Catalogue of Life.